# James Livingston
James Livingston  (27 de março de 1747 - 9 de março de 1832) nascido em Nova Iorque, morava em Quebec (como o Canadá era conhecido após a Guerra Franco-Indígena) quando a Guerra Revolucionária Americana rebentou. Ele foi responsável por criar e liderar o 1º Regimento Canadense do Exército Continental durante a invasão do Canadá, e continuou a servir na guerra até 1781. Ele aposentou-se em Saratoga, Nova Iorque, onde serviu como legislador estadual e criou uma família de cinco filhos.

## Vida Inicial
James Livingston nasceu em 27 de Março de 1747 em Albany, Nova Iorque de Johanes "John" Livingston (1709-1791) e Catherine Ten Broeck (1715-1801). Seus irmãos incluíram Margerita Livingston (1742-1820), Dirck Livingston (1744-1784), Janet Livingston (1751-1823), Abraham Livingston (1753-1802), Catherine (née Livingston) Willard (1755-1827) e Maria Livingston (1761-1839).
O seu avô paterno era Robert Livingston the Young (1663-1725), um sobrinho de Robert Livingston the Elder. Sua avó paterna, Margareta Schuyler (b. 1682), era filha de Pieter Schuyler (1657-1724), primeiro prefeito de Albany. Todos eram membros da proeminente familia Livingston. Seus avós maternos eram Dirck Ten Broeck (1686-1751) e Margarita Cuyler (1682-1783). Sua mãe, a bisneta de Dirck Wesselse Ten Broeck (1638-1717), era irmã do general Abraham Ten Broeck (1734-1810), que se casou com Elizabeth Van Rensselaer, de Christina Ten Broeck (1718-1801), que se casou com Philip Livingston (1716-1778) e de Sara Ten Broeck, que se casou com Johannes Ten Eyck. Um de seus primos era Dirck Ten Broeck (1765-1832), o presidente da Assembléia do Estado de Nova Iorque de 1798 a 1800.
Em 1765, a familia mudou-se para Montreal.

## Guerra Revolucionária Americana

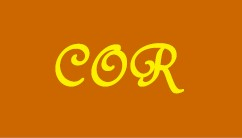
1º Regimemto Canadense

Livingston morava em Chambly, trabalhando como comerciante de cereais, quando a invasão de Quebec começou em Setembro de 1775. Já em Agosto, ele tinha estado em contacto com o General Philip Schuyler, principalmente através dos esforços de John Brown, um espião americano. Em 18 de Agosto, ele enviou um mensageiro para Schuyler que estava no Forte Ticonderoga, presumivelmente com informações sobre a preparação militar britânica nos Fortes Chambly e Saint-Jean; No entanto, o mensageiro destruiu a mensagem, temendo que pudesse ser capturado com ela. O general Richard Montgomery (que estava casado com um dos parentes de Livingston), que estava no comando de Ticonderoga na época, enviou John Brown de volta a Livingston. No dia 28, eles enviaram uma mensagem a Montgomery com notícias que o impulsionaram a começar a invasão: os britânicos estavam quase a acabar de construir navios capazes de ameaçar a superioridade naval americana no Lago Champlain.
Até e depois da chegada das forças americanas á Île aux Noix no início de Setembro, Livingston esteve ativo na área de Chambly, aumentando o apoio local para os americanos. Em 15 de Setembro, ele informou Schuyler que a milícia sob o seu comando havia cortado as comunicações do Forte Chambly com Montreal e que Brown e Ethan Allen estavam a recrutar tropas adicionais e a proteger a costa sul do Rio São Lourenço.
Forças sob o seu comando, cerca de 200, participaram da captura do Forte Chambly em 18 de Outubro, juntamente com a milícia sob o comando de Brown. Em 20 de Novembro, Montgomery tornou-o coronel do Exército Continental e deu-lhe o comando do 1º Regimento Canadense, que consistia principalmente das tropas que tinha recrutado. Este regimento serviu então na batalha de Quebec em Dezembro de 1775, e na retirada que se seguiu. Mais tarde, eles entraram em ação na campanha de Saratoga, incluindo o alívio do cerco do Forte Stanwix em Agosto de 1777, em ambas as Batalhas de Saratoga e na Batalha de Rhode Island.
Livingston estava no comando do Verplanck's Point no Rio Hudson em Setembro de 1780, desempenhando um papel crucial na descoberta da traição de Benedict Arnold. Enquanto estavam de guarda, as suas tropas dispararam contra o navio de guerra britânico Vulture, obrigando o navio a retirar-se para o sul. Este navio tinha trazido o major britânico John André para se encontrar com o General Arnold. Depois de ter sido afastado na sua aproximação pela água, ele tentou regressar por terra usando roupas civis. Ele foi capturado com papéis incriminatórios em sua posse. André foi enforcado como um espião, e Arnold, ao saber que a sua traição tinha sido descoberta, conseguiu escapar para as linhas britânicas.
Livingston retirou-se do Exército Continental no dia 1 de Janeiro de 1781. Em reconhecimento do seu serviço, recebeu 3.500 acres (14 km2) de terra. Em 1801, o Congresso concedeu-lhe mais 1.280 acres (5.2 km2) de terra perto da localização moderna de Columbus, Ohio.

## Pós-Guerra
Após a guerra, Livingston estabeleceu-se em Saratoga. De 1 de Julho de 1783 até 30 de Junho de 1788, ele serviu na Assembleia do Estado de Nova Iorque, começando na 7ª Assembléia Legislativa e continuando pela 8º, 9º, 10º e, finalmente, 11ª Assembléia Legislativa do Estado de Nova York como Federalista. Ele serviu de novo a partir de 1º de julho de 1789 até 30 de junho de 1791 durante as 13º e 14º Legislaturas.
Livingston serviu como membro do primeiro Conselho de Regentes da Universidade de Nova Iorque a partir de 13 de Abril de 1787 até sua demissão em 1797. Ele foi substituído por Abraham Van Vechten